# Tank (Paquistão)
Tank é uma cidade do Paquistão localizada na província de Caiber Paquetuncuá.